# ヤトヴャグ族
ヤトヴャグ族（ロシア語: Ятвяг、複数形はロシア語: Ятвяги：ヤトヴャギ。またリトアニア語: Jotvingiai）は中世のバルト系部族である。民族的にはプルーセンに最も近く、言語的にはインド・ヨーロッパ語族バルト語派西バルト語群(fr)に属するヤトヴャグ語（死語）を用いていた。ルーシの年代記（レートピシ）には、10世紀からその名が記され始める。12世紀初めから、現在の名称でいうリトアニア人、ラトビア人、ベラルーシ人、ポーランド人への民族的同化(ru)が始まり、17世紀までにほぼ終了した。

## 歴史

12世紀のバルト地方の諸部族の居住地（ヤトヴャグ族：Yotvingians）

ヤトヴャグ族は、ナレフ川とネマン川との間の地を居住地域としていた（以下、便宜的に「ヤトヴャグ族の居住地」と記す）。1千年紀の終わりから、東方からの、この地へのスラヴ系部族（ドレゴヴィチ族）の進出が始まった。この時期にスラヴ系住人の建設した要塞都市としては、たとえば10世紀に建設されたフロドナ（年代記初出は1005年）が挙げられる。また10世紀から12世紀にかけて、「ヤトヴャグ族の居住地」の南部・東部はキエフ大公国からの侵略にさらされた（たとえば1038年のキエフ大公ヤロスラフの遠征など）。なお、この時期のヤトヴャグ族の主な生業としては、農耕、漁労、畜産（乳牛）、養蜂、そして交易が行われていた。
12世紀より、「ヤトヴャグ族の居住地」はルーシとポーランドの間で分割された。すなわち「ヤトヴャグ族の居住地」の西部はポーランド王国の統治下に置かれ、マゾフシェ(ru)に区分された。南部は12 - 13世紀の間、ガーリチ・ヴォルィーニ公国の統治下にあった（後に同公国と共にリトアニア大公国領となる）。また、1283年に、北部にはドイツ騎士団が侵出・統治した。1410年のタンネンベルクの戦いでドイツ騎士団が敗北すると、1422年のメウノの和平条約(ru)に則って、「ヤトヴャグ族の居住地」は全てリトアニア大公国領となった。
17世紀末までに、ヤトヴャグ族は他民族と同化し消滅した。